# لوکا کانل
لوکا کانل (انگلیسی: Luca Connell؛ زادهٔ ۲۰ آوریل ۲۰۰۱) بازیکن فوتبال اهل بریتانیا است.
از باشگاه‌هایی که در آن بازی کرده‌است می‌توان به باشگاه فوتبال کویینز پارک، باشگاه فوتبال بولتون واندررز، و باشگاه فوتبال سلتیک اشاره کرد.
وی همچنین در تیم‌های ملی فوتبال Republic of Ireland national under-17 football team, Republic of Ireland national under-18 football team, Republic of Ireland national under-19 football team، و زیر ۲۱ سال جمهوری ایرلند بازی کرده‌است.